# Pyractonema borealis
Pyractonema borealis là một loài bọ cánh cứng trong họ Đom đóm (Lampyridae). Loài này được Randall miêu tả khoa học năm 1838.